# Liste des cardinaux créés par Pie IV
Au cours de son pontificat (1559-1565), Pie IV a créé 46 cardinaux dans 4 consistoires.

## Créés le 31 janvier 1560
- Giovanni Antonio Serbelloni
- Charles Borromée
- Jean de Médicis

## Créés le 26 février 1561
- Girolamo Seripando
- Philibert Babou de La Bourdaisière
- Ludovico Simoneta
- Mark Sittich von Hohenems
- Francesco Gonzaga
- Alfonso Gesualdo
- Gianfrancesco Gambara
- Marco Antonio Amulio
- Bernardo Salviati
- Stanisław Hosius
- Pier Francesco Ferrero
- Antoine Perrenot de Granvelle
- Luigi d'Este
- Ludovico Madruzzo
- Innico d'Avalos d'Aragona O.S. Iacobis
- Francisco Pacheco de Toledo
- Bernardo Navagero
- Girolamo di Corregio
- Daniel Barbaro, in pectore, jamais publié

## Créés le 6 janvier 1563
- Federico Gonzaga
- Ferdinand Ier de Médicis

## Créés le 12 mars 1565
- Annibale Bozzuti
- Marco Antonio Colonna
- Tolomeo Gallio
- Angelo Nicolini
- Luigi Pisani
- Prospero Santacroce
- Zaccaria Dolfin
- Marcantonio Bobba
- Ugo Boncompagni, futur Grégoire XIII
- Alessandro Sforza
- Simone Pasqua
- Flavio Orsini
- Carlo Visconti
- Francesco Alciati
- Francesco Abbondio Castiglioni
- Guido Luca Ferrero
- Alessandro Crivelli
- Antoine de Créqui Canaples
- Giovanni Francesco Commendone
- Benedetto Lomellini
- Guglielmo Sirleto
- Gabriele Paleotti
- Francesco Crasso

### Source
- Charles Berton et Jacques-Paul Migne, Dictionnaire des cardinaux : contenant des notions générales sur le cardinalat, Paris, Jacques-Paul Migne, 1857, 1824 p. (lire en ligne) La Liste des Cardinaux créés par Pie IV est page 1760.